# HD66640
HD66640 — хімічно пекулярна зоря спектрального класу A0, що має видиму зоряну величину в смузі V приблизно  8,1.
Вона  розташована на відстані близько 521,0 світлових років від Сонця.